# Vallées de Lanzo
Les vallées de Lanzo (Valli di Lanzo en italien, Valade 'd Lans en piémontais, Valàdes at Lans en francoprovençal) sont trois vallées des Alpes grées piémontaises, situées entre la vallée de l'Orco au nord et le val de Suse au sud. Elles prennent le nom de la ville de Lans-L'hermitage (Lanzo Torinese) située à leurs pieds et sont parcourues par les trois branches du fleuve Stura di Lanzo. Elles font partie des vallées arpitanes du Piémont.

## Géographie

### Les trois vallées
Du nord au sud :
- grand val de Lanzo, avec les principaux centre de Cantoire (Cantoira), Chalambert (Chialamberto) et Groscavallo. C’est le plus septentrional qui s’étend de Ceres au hameau de Forno Alpi Graie à Groscavallo, sur 18 km ;
- val d'Ala avec comme centres principaux Ala di Stura et Barmes, il commence à Ceres au pont de Procaria pour se terminer au hameau de Pian della Mussa au-dessous du mont Collerin (3 475 m), sur une longueur de 18 km ;
- vallée de Viù avec comme centres principaux Viù, Lemie et Ussel. C’est la plus méridionale, elle s’unit aux deux précédents vals sur la commune de Traves et sur ses 32 km elle traverse la ville de Saint-Germain pour se terminer à Lans-L'hermitage.

### Principaux sommets

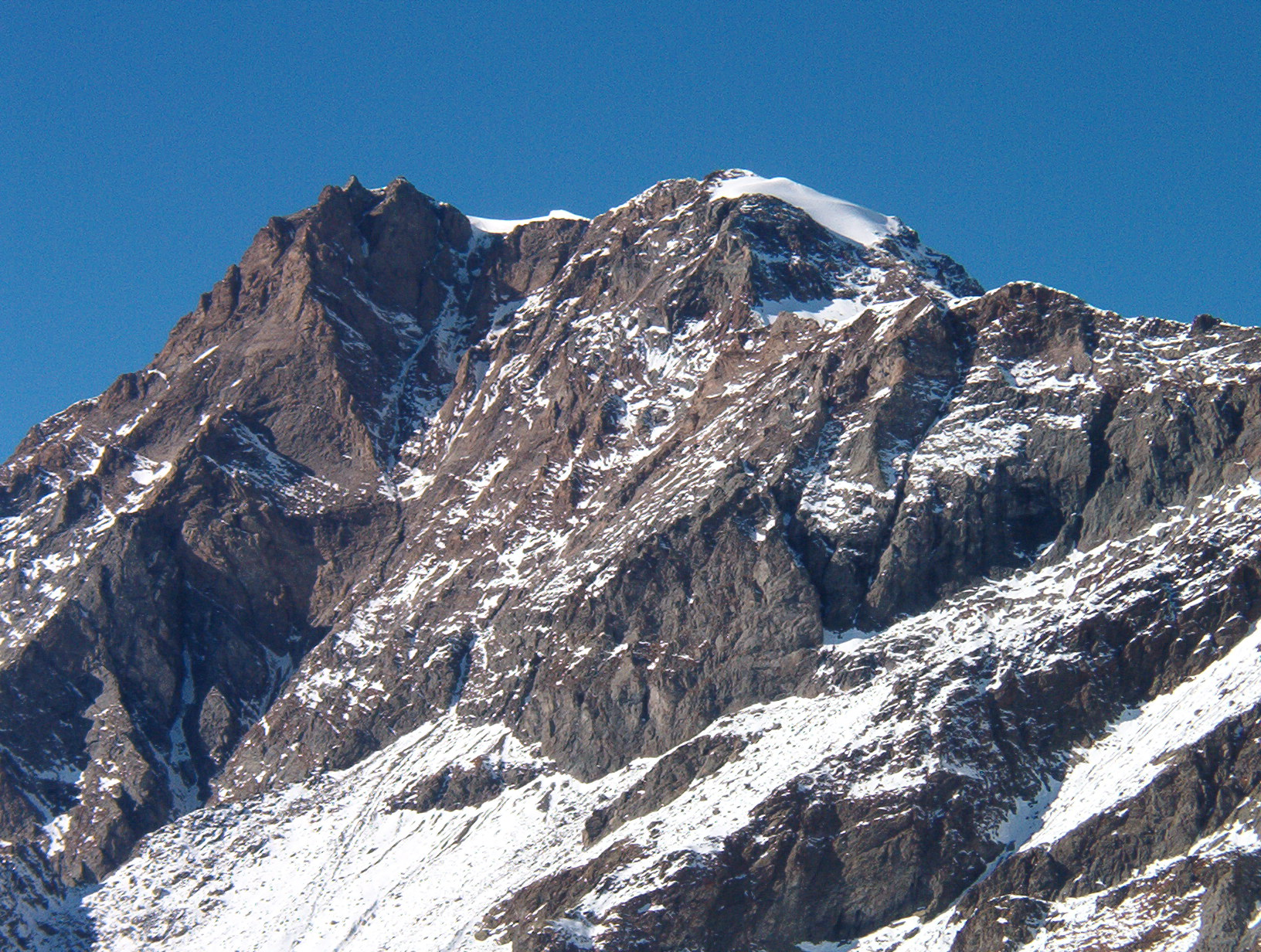
L'Uia di Ciamarella, le sommet le plus haut des vallées de Lanzo.

Les vallées de Lanzo comprennent les sommets parmi les plus hauts du Piémont, surtout le long de la limite avec la France. En allant du nord au sud :
- le groupe des Levanna composé de :
  - la Levanna orientale - 3 555 m,
  - la Levanne centrale - 3 619 m,
  - la Levanna occidentale - 3 593 m ;
- l'Uia di Ciamarella - 3 676 m ;
- la Bessanèse - 3 592 m ;
- l'ouille d'Arbéron - 3 560 m ;
- la Croix Rousse - 3 541 m ;
- Rochemelon - 3 538 m.

### Principaux cols
Les vallées de Lanzo sont des « vallées fermées » et n’ont pas d’accès facile avec la France et avec les vallées italiennes voisines. Ci-dessous des cols accessibles par des sentiers :
- le col Collerin, 3 202 m, de Bessans à Barmes (val d'Ala) ;
- le col de Sea, 3 083 m, de Bonneval-sur-Arc à Forno Alpi Graie (val Grande de Lanzo) ;
- le col de l'Autaret, 3 070 m, de Bessans à Ussel (vallée de Viù) ;
- le col  de Girard, 3 044 m, de Bonneval-sur-Arc à Forno Alpi Graie (val Grande de Lanzo) ;
- le col d'Arnas, 3 014 m, de Bessans à Barmes (val d'Ala) ;
- Collarin d'Arnas, 2 850 m, de Barmes (val d'Ala) à Ussel (vallée de Viù) ;
- Ghicet di Sea, 2 735 m, de Barmes (val d'Ala) à Forno Alpi Graie (val Grande de Lanzo) ;
- le col de la Crocetta, 2 636 m, de Ceresole Reale (vallée de l'Orco) à Forno Alpi Graie (val Grande de Lanzo).

Le col du Lys, fait exception puisqu'il est parcouru par la route provinciale qui relie la commune de Viù au bas val de Suse, et en partie aussi le col du Colombardo, par lequel une mauvaise route relie Villa di Lemie à Condoue.

## Transports
Depuis la fin du XIXe siècle, les vallées de Lanzo sont reliées à la ville de Turin par la voie de chemin de fer Turin-Ceres, la première voie ferrée électrifiée d'Europe à courant continu à haute-tension, qui est reliée à Ceres en 1916.
Les vallées sont reliées au chef-lieu par les routes provinciales N°1, dite « Directe des vallées de Lanzo » et N°2 « de Germagnano ».

## Tourisme
Depuis le début du XXe siècle, les vallées ont connu un regain de fréquentation touristique, essentiellement dû au tourisme estival des familles turinoises, les infrastructures dédiées au tourisme hivernal faisant défaut.

### Source
- (it) Cet article est partiellement ou en totalité issu de l’article de Wikipédia en italien intitulé « Valli di Lanzo » (voir la liste des auteurs).